# Могучий Джо Янг (фильм, 1998)
«Могучий Джо Янг» — американский фильм 1998 года. В главных ролях Билл Пэкстон и Шарлиз Терон, режиссёр Рон Андервуд. Сюжет фильма основан на одноимённой картине 1949 года.

## Сюжет
Джилл ребёнком стала свидетельницей смерти своей матери и матери Джо, младенца гориллы, от рук браконьеров во главе с Андреем Штрассером; при этом браконьер теряет указательный палец. Двенадцать лет спустя Джилл вырастила Джо (из-за его размера другие гориллы его не приняли), и оба живут в относительном мире, пока директор заповедника Грегг О’Хара не убеждает Джилл, что они будут в большей безопасности от браконьеров, если переедут в Соединённые Штаты.
Пара едет в Голливуд в Лос-Анджелесе, штат Калифорния, и завоёвывает сердца персонала. Там Джилл обнаруживает Штрассер, который видел репортаж о Джо и хочет отомстить за свой потерянный палец. Джилл не узнаёт Штрассера. Штрассер пытается убедить Джилл, что Джо будет лучше в его заповеднике в Африке. Позже, во время званого вечера, ставленник Штрассера использует браконьеров, чтобы разъярить Джо. Джо разносит званый вечер и пытается напасть на Штрассера. Джо был усыплён, помещён в бетонный бункер.
Перед уходом Грегг влюбляется в Джилл и целует её на прощание.
Когда Джилл узнает, что Джо может быть усыплен, она решает принять предложение Штрассера. Она и сотрудники контрабандой провозят Джо в грузовике по дороге в аэропорт, Джилл замечает, что у Штрассера не хватает пальцев. Он даёт ей понять, что он браконьер, который убил её мать и мать Джо. Она борется со Штрассером и его подручным, потом прыгает с машины. Джо видит её, опрокидывает грузовик на бок и убегает.
Между тем Грегг тоже узнал браконьера и идёт за Джо и Джилл. Джо появляется на фестивале, где сеет хаос. Штрассер приходит и пытается застрелить Джилл, начинается пожар, который заставляет колесо обозрения сломаться. Джо узнаёт Штрассера, и спасая Джил, бросает его на электрические провода, и тот убит электрическим током. Джо спасает ребёнка, упав вместе с ним с колеса обозрения. Джо переживает падение и отправляется обратно в Африку, чтобы жить в своём собственном убежище. Грегг и Джилл прижимаются друг к другу в страстных объятьях.

## В ролях
| Актёр              | Роль                     |
| ------------------ | ------------------------ |
| Шарлиз Терон       | Джилл Янг                |
| Билл Пэкстон       | профессор Грегори О Хара |
| Раде Шербеджия     | Андрей Штрассер          |
| Питер Фёрт         | Гарт                     |
| Дэвид Пеймер       | Гарри Рубин              |
| Реджина Кинг       | Сесилия Бэнкс            |
| Роберт Уинсдом     | Квели                    |
| Навин Эндрюс       | Пинди                    |
| Лоуренс Прессман   | доктор Элиотт Бейкер     |
| Линда Перл         | доктор Рут Янг           |
| Мика Бурем         | Джилл Янг в молодости    |
| Джеффри Блэйк      | Верн                     |
| Кристиан Клеменсон | Джек                     |
| Кори Бак           | Джейсон                  |

## Награды и номинации
- 1999 — номинация на премию «Оскар» в категории «Лучшие визуальные эффекты».
- 1999 — 2 номинации на премию «Сатурн» в категориях «Лучшие спецэффекты» и «Лучшая актриса второго плана» (Шарлиз Терон).
- 1999 — премия «Genesis Awards» в категории «Лучший художественный фильм».